# Hemmalaget
Hemmalaget är en svensk skivetikett, med inriktning på hiphop, grundad 2001 i Stockholm.
Artister som har gett ut och ger ut musik på Hemmalaget är bland andra Simon Emanuel, Ison & Fille, HighWon, Sabo, Aleks, Grillat & Grändy, Mack Beats, Hoosam, Moms (från Mohammed Ali)Rosh och Malcolm B.
Hemmalaget är sedan 2012 en underetikett till Sony Music.